# Alzheimer Sverige
Alzheimer Sverige tidigare Alzheimerföreningen i Sverige är en riksorganisation för personer drabbade av Alzheimers sjukdom eller annan svår kognitiv hjärnsjukdom. Den bildades 1986 under namnet Alzheimerföreningen i Sverige, men bytte i augusti 2012 namn till Alzheimer Sverige. Dess uppgift är att ge råd och stöd, uppmärksamma och belysa de problem och möjligheter som finns för drabbade och anhöriga samt verka för bättre vård och omsorg för människor med demenssjukdom. Alzheimer Sverige driver telefonrådgivning samt ger ut tidskriften Minnesvärt (tidigare Alzheimertidningen). 
Inom verksamheten bedrivs även "Café minnesvärt" (tidigare: "Alzheimer Café") på olika platser i Sverige och alltid i samverkan med andra lokala organisationer och/eller kommuner. Detta är ett internationellt koncept som grundades i Nederländerna år 1997 och som handlar om att bryta isoleringen för drabbade och deras anhöriga. Arrangemangen är öppna för alla och det är fri entré. 
Internationellt är Alzheimer Sverige medlem i två internationella organisationer. Dels är man en av två svenska representanter inom samarbetsorganisationen Alzheimer Europe. Dels är man Sveriges enda representant i den globala samarbetsorganisationen Alzheimer's Disease International, som äger varumärkena Internationella Alzheimerdagen och Internationella Alzheimermånaden. 
Riksorganisationens säte är i Malmö. Riksorganisationen har även lokala föreningar.